# ヴァレスカ (小惑星)
ヴァレスカ (610 Valeska) は小惑星帯に位置する小惑星である。ハイデルベルクでマックス・ヴォルフによって発見された。
命名の由来は不明。